# Ludvík Viktor Habsbursko-Lotrinský
Ludvík Viktor (15. května 1842, Hofburg, Vídeň – 18. ledna 1919, Klessheim), přezdívaný Luzivuzi nebo Bubi, byl rakouský arcivévoda z rodu Habsburků, nejmladší syn arcivévody Františka Karla a Žofie Bavorské, bratr rakouského císaře Františka Josefa I. a mexického císaře Maxmiliána I.

## Život
Nejmladší bratr císaře Františka Josefa I. neměl žádný politický vliv. Byl znám především jako milovník a podporovatel umění. Vlastnil cenné umělecké sbírky a štědře přispíval na kulturní a sociální účely. Jeho druhý bratr, bezdětný mexický císař Maxmilián I., měl v plánu dosadit jej za svého následovníka a oženit s Isabelou, dědičkou Brazilského císařství, a tím posílit habsburský vliv v Jižní Americe. Ludvík Viktor se však plánům svého bratra úspěšně ubránil.
Ludvík Viktor nebyl u císařského dvora ve Vídni oblíben. Kněžna Nora Fuggerová o něm prohlásila, že má „jazyk jako zmije“. Jeho švagrová, císařovna Alžběta, jej vinila z donášení a vědomého vytváření svárů v rodině. Na veřejnosti byl znám především svými skandály. Jednak vystupoval dosti povýšeně a zároveň obtěžoval cizí muže na veřejných místech (například v lázních), což několikrát vedlo k fyzickému napadení. Arcivévoda je jediným Habsburkem, o němž je prokazatelně známo, že byl homosexuál. Vzhledem k nepřípustnosti v dřívější době byly případné stejnopohlavní styky pečlivě tajeny a neexistují o nich žádné přímé důkazy. Ludvíkovy skandály jsou však doloženy svědecky a nebylo možné je zcela ututlat. Kromě toho arcivévoda rád provokoval tím, že nosil ženské šaty. Pravděpodobně byl také transvestita.
Z uvedených důvodů jej císař v roce 1866 vyhostil z Vídně na zámek Klessheim u Salcburku. Tam se věnoval svým uměleckým zálibám a trávil čas ve společnosti pobočníka, který mu byl speciálně vybrán. V roce 1915 byl shledán duševně nemocným a zbaven svéprávnosti. Za opatrovníka mu byl zvolen arcivévoda Evžen, velmistr Řádu německých rytířů.
Na zámku Klessheim Ludvík Viktor v roce 1919 zemřel ve věku 76 let a byl pohřben na hřbitově v nedalekém Siezenheimu.

## Osobní charakteristika
Kněžna Nora Fuggerová charakterizovala osobnost Ludvíka Viktora těmito slovy:
„Byl zcela odlišný od svých bratrů, ani vojensky, ani umělecky zaměřený, slabý, nemužný, nepřirozený a odpudivého vzhledu. Báli se ho kvůli jeho pomluvám. Vedl velmi pozemský život, byl o všem – ne vždy bezchybně – zpraven, jeho jazyk byl ostrý jako jedovatý had. Do všeho se pletl, spřádal intriky a radoval se, když z toho byly malé skandálky. Člověk měl důvod obávat se jeho indiskrétností a klepů; ale byl to bratr císaře. Přesto však měl jednu dobrou stránku: byl přítelem svých přátel – více než svých přítelkyň –, bránil je, když byli světem napadeni, a prokazoval jim různé laskavosti. Ke starým – spíše než mladým – dámám byl velmi pozorný a laskavý. Pamatoval si veškeré jejich narozeniny a jmeniny a posílal jim květiny. Těmito starými dámami byl přirozeně velmi obdivován. Málo milován byl v císařské rodině; neboť také tam věděl vždy něco, do čeho si mohl rýpnout, nebo něco k donášení.“

## Galerie

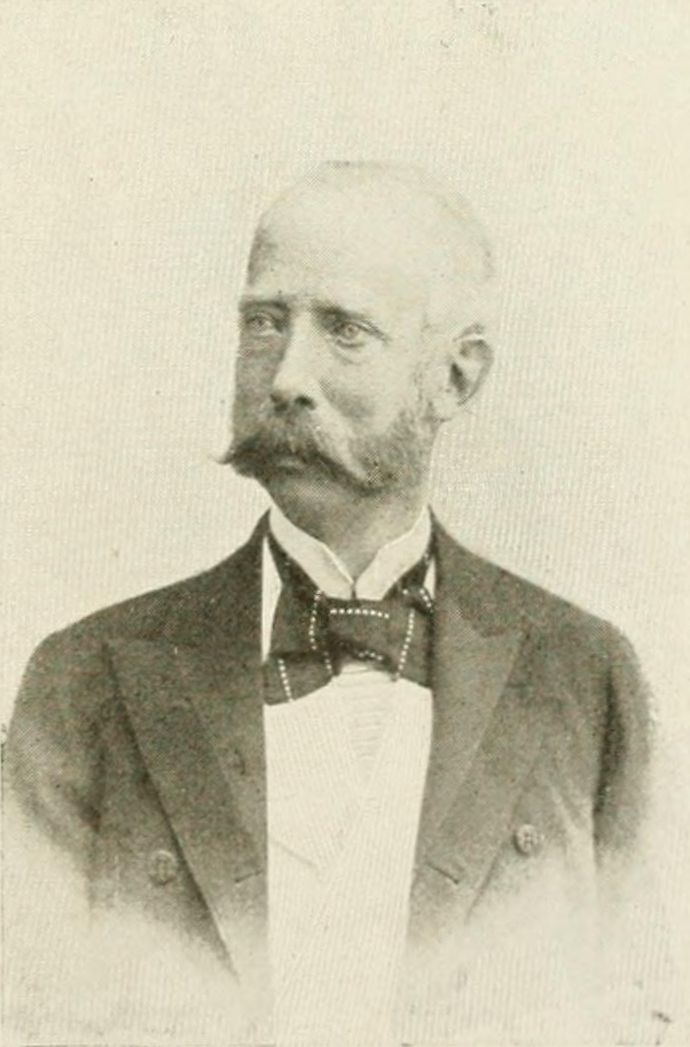
Ludvík Viktor
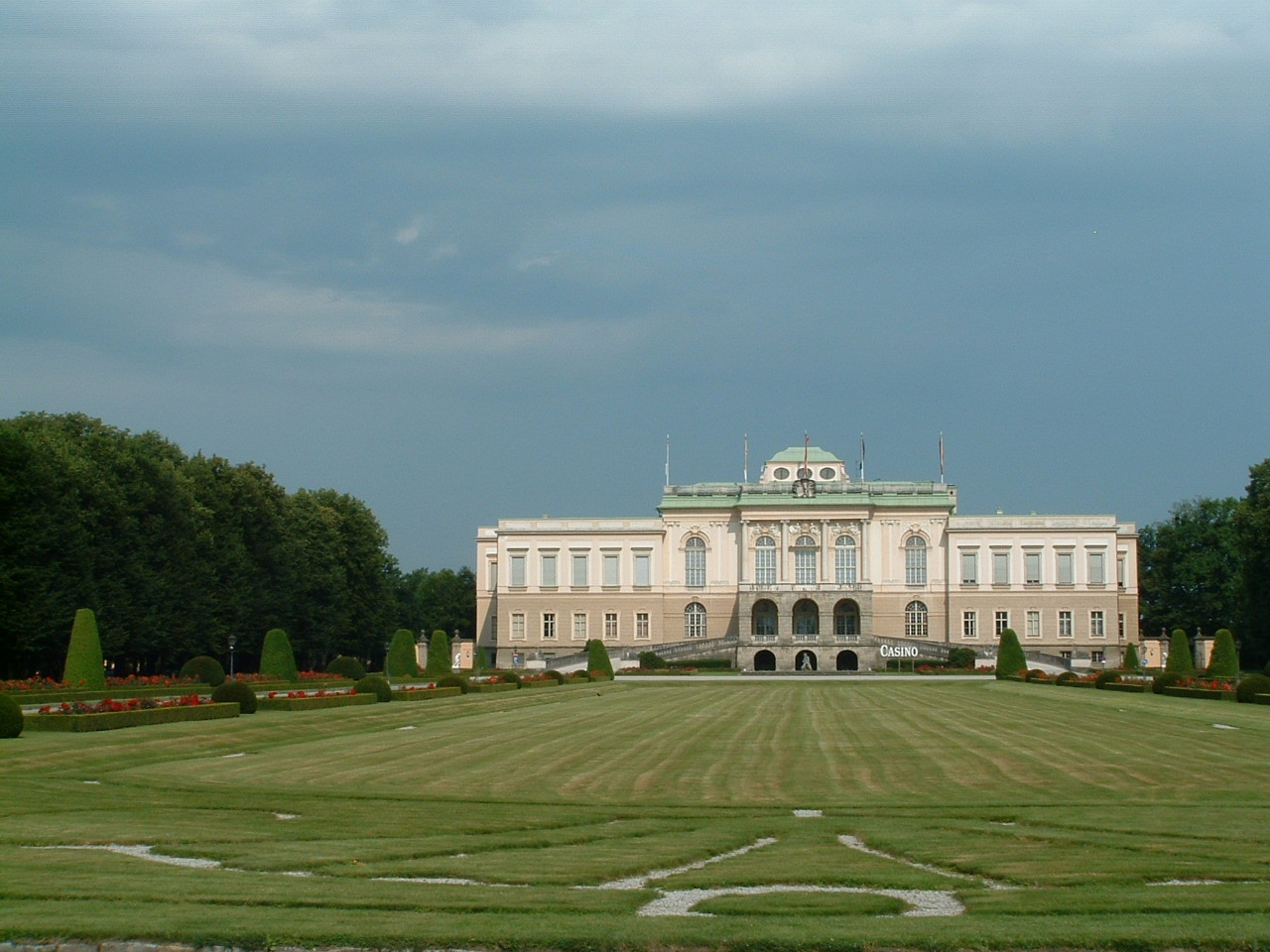
Zámek Klessheim

## Vývod z předků
|                                                 |                                        |  |                              |                                      |  |  |  |  |  |  |  | František I. Štěpán Lotrinský |
|                                                 |                                        |  |                              |                                      |  |  |  |  |  |  |  |                               |
|                                                 | Leopold II.                            |  |                              |                                      |  |  |  |  |  |  |  |                               |
|                                                 |                                        |  |                              |                                      |  |  |  |  |  |  |  |                               |
|                                                 |                                        |  |                              | Marie Terezie                        |  |  |  |  |  |  |  |                               |
|                                                 |                                        |  |                              |                                      |  |  |  |  |  |  |  |                               |
|                                                 | František I. Rakouský                  |  |                              |                                      |  |  |  |  |  |  |  |                               |
|                                                 |                                        |  |                              |                                      |  |  |  |  |  |  |  |                               |
|                                                 |                                        |  |                              | Karel III. Španělský                 |  |  |  |  |  |  |  |                               |
|                                                 |                                        |  |                              |                                      |  |  |  |  |  |  |  |                               |
|                                                 | Marie Ludovika Španělská               |  |                              |                                      |  |  |  |  |  |  |  |                               |
|                                                 |                                        |  |                              |                                      |  |  |  |  |  |  |  |                               |
|                                                 |                                        |  |                              | Marie Amálie Saská                   |  |  |  |  |  |  |  |                               |
|                                                 |                                        |  |                              |                                      |  |  |  |  |  |  |  |                               |
|                                                 | František Karel Habsbursko-Lotrinský   |  |                              |                                      |  |  |  |  |  |  |  |                               |
|                                                 |                                        |  |                              |                                      |  |  |  |  |  |  |  |                               |
|                                                 |                                        |  |                              | Karel III. Španělský                 |  |  |  |  |  |  |  |                               |
|                                                 |                                        |  |                              |                                      |  |  |  |  |  |  |  |                               |
|                                                 | Ferdinand I. Neapolsko-Sicilský        |  |                              |                                      |  |  |  |  |  |  |  |                               |
|                                                 |                                        |  |                              |                                      |  |  |  |  |  |  |  |                               |
|                                                 |                                        |  |                              | Marie Amálie Saská                   |  |  |  |  |  |  |  |                               |
|                                                 |                                        |  |                              |                                      |  |  |  |  |  |  |  |                               |
|                                                 | Marie Tereza Neapolsko-Sicilská        |  |                              |                                      |  |  |  |  |  |  |  |                               |
|                                                 |                                        |  |                              |                                      |  |  |  |  |  |  |  |                               |
|                                                 |                                        |  |                              | František I. Štěpán Lotrinský        |  |  |  |  |  |  |  |                               |
|                                                 |                                        |  |                              |                                      |  |  |  |  |  |  |  |                               |
|                                                 | Marie Karolína Habsbursko-Lotrinská    |  |                              |                                      |  |  |  |  |  |  |  |                               |
|                                                 |                                        |  |                              |                                      |  |  |  |  |  |  |  |                               |
|                                                 |                                        |  |                              | Marie Terezie                        |  |  |  |  |  |  |  |                               |
|                                                 |                                        |  |                              |                                      |  |  |  |  |  |  |  |                               |
| 'arcivévoda Ludvík Viktor Habsbursko-Lotrinský' |                                        |  |                              |                                      |  |  |  |  |  |  |  |                               |
|                                                 |                                        |  |                              |                                      |  |  |  |  |  |  |  |                               |
|                                                 |                                        |  | Kristián III. ze Zweibrücken |                                      |  |  |  |  |  |  |  |                               |
|                                                 |                                        |  |                              |                                      |  |  |  |  |  |  |  |                               |
|                                                 | Fridrich Michal Falcko-Zweibrückenský  |  |                              |                                      |  |  |  |  |  |  |  |                               |
|                                                 |                                        |  |                              |                                      |  |  |  |  |  |  |  |                               |
|                                                 |                                        |  |                              | Karolína Nasavsko-Saarbrückenská     |  |  |  |  |  |  |  |                               |
|                                                 |                                        |  |                              |                                      |  |  |  |  |  |  |  |                               |
|                                                 | Maxmilián I. Josef Bavorský            |  |                              |                                      |  |  |  |  |  |  |  |                               |
|                                                 |                                        |  |                              |                                      |  |  |  |  |  |  |  |                               |
|                                                 |                                        |  |                              | Josef Karel ze Sulzbachu             |  |  |  |  |  |  |  |                               |
|                                                 |                                        |  |                              |                                      |  |  |  |  |  |  |  |                               |
|                                                 | Marie Františka Falcko-Sulzbašská      |  |                              |                                      |  |  |  |  |  |  |  |                               |
|                                                 |                                        |  |                              |                                      |  |  |  |  |  |  |  |                               |
|                                                 |                                        |  |                              | Alžběta Augusta Falcko-Neuburská     |  |  |  |  |  |  |  |                               |
|                                                 |                                        |  |                              |                                      |  |  |  |  |  |  |  |                               |
|                                                 | Žofie Frederika Bavorská               |  |                              |                                      |  |  |  |  |  |  |  |                               |
|                                                 |                                        |  |                              |                                      |  |  |  |  |  |  |  |                               |
|                                                 |                                        |  |                              | Karel Fridrich Bádenský              |  |  |  |  |  |  |  |                               |
|                                                 |                                        |  |                              |                                      |  |  |  |  |  |  |  |                               |
|                                                 | Karel Ludvík Bádenský                  |  |                              |                                      |  |  |  |  |  |  |  |                               |
|                                                 |                                        |  |                              |                                      |  |  |  |  |  |  |  |                               |
|                                                 |                                        |  |                              | Karolína Luisa Hesensko-Darmstadtská |  |  |  |  |  |  |  |                               |
|                                                 |                                        |  |                              |                                      |  |  |  |  |  |  |  |                               |
|                                                 | Karolína Frederika Vilemína Bádenská   |  |                              |                                      |  |  |  |  |  |  |  |                               |
|                                                 |                                        |  |                              |                                      |  |  |  |  |  |  |  |                               |
|                                                 |                                        |  |                              | Ludvík IX. Hesensko-Darmstadtský     |  |  |  |  |  |  |  |                               |
|                                                 |                                        |  |                              |                                      |  |  |  |  |  |  |  |                               |
|                                                 | Amálie Frederika Hesensko-Darmstadtská |  |                              |                                      |  |  |  |  |  |  |  |                               |
|                                                 |                                        |  |                              |                                      |  |  |  |  |  |  |  |                               |
|                                                 |                                        |  |                              | Karolína Falcko-Zweibrückenská       |  |  |  |  |  |  |  |                               |
|                                                 |                                        |  |                              |                                      |  |  |  |  |  |  |  |                               |